# Casa Elisa Conty
La Casa Elisa Conty és un edifici situat al carrer del Consell de Cent, 486-488 de Barcelona, inclòs a l'Inventari del Patrimoni Arquitectònic de Catalunya.

## Història
El 1924, Elisa Conty (també escrit Conti), vídua de Salvat, va adquirir a l'Ajuntament de Barcelona una parcel·la procedent de l'antic camí de l'Àngel Baix o dels Enamorats, contigua a la seva, on va demanar permís per a construir un nou edifici, segons el projecte de l'arquitecte Lluís Bonet i Garí.

## Descripció
Consta de planta baixa, entresòl, principal i tres pisos, amb terrat transitable. El vestíbul consisteix en un passadís dividit per pilastres rematades per arcs de mig punt, ornat amb un senzill esgrafiat als arrimadors i al cassetonat del sostre. Dona accés al celobert central, que acull l'escala de veïns al costat esquerre, i al fons l'ascensor.
La façana principal estructura les seves obertures en cinc eixos verticals i està dividida en quatre trams horitzontals separats per impostes motllurades. El parament de la planta baixa està realitzat amb material petri, mentre que la resta de les plantes estan revestides per estuc groguenc.
El tram inferior és la planta baixa que s'obre al carrer per mitjà de cinc grans portals definits per arcs de mig punt. El portal central dona accés a l'escala de veïns mentre els portals laterals corresponen a les botigues de la planta baixa. Al damunt de la clau del portal central un escut data la construcció al 1923. L'entresòl es caracteritza per tenir petites obertures rectangulars, amb finestres i balcons ampitats emmarcats per pedra.
El tram principal compren galeries al eix central i finestres amb arc de mig punt als eixos laterals. La importància de les galeries és decreixent, amb la del principal, oberta i amb balcó avançat corregut, formada per arcs de mig punt sostinguts per columnes. La del primer pis també és oberta, similar a l'anterior però sense balcó corregut. La del segon pis és tancada, sense columnes. Totes les obertures d'aquest tram central i del superior estan emmarcades per uns esgrafiats amb temàtica vegetal, florons, petxines i pinyes.
L'últim tram presenta un pis amb obertures més petites sota els òculs que serveixen de respiradors, tot coronat per un potent ràfec que sobresurt de la línia de façana.
La façana posterior dona al pati de l'illa, on estan ubicats els Jardins de Clotilde Cerdà.

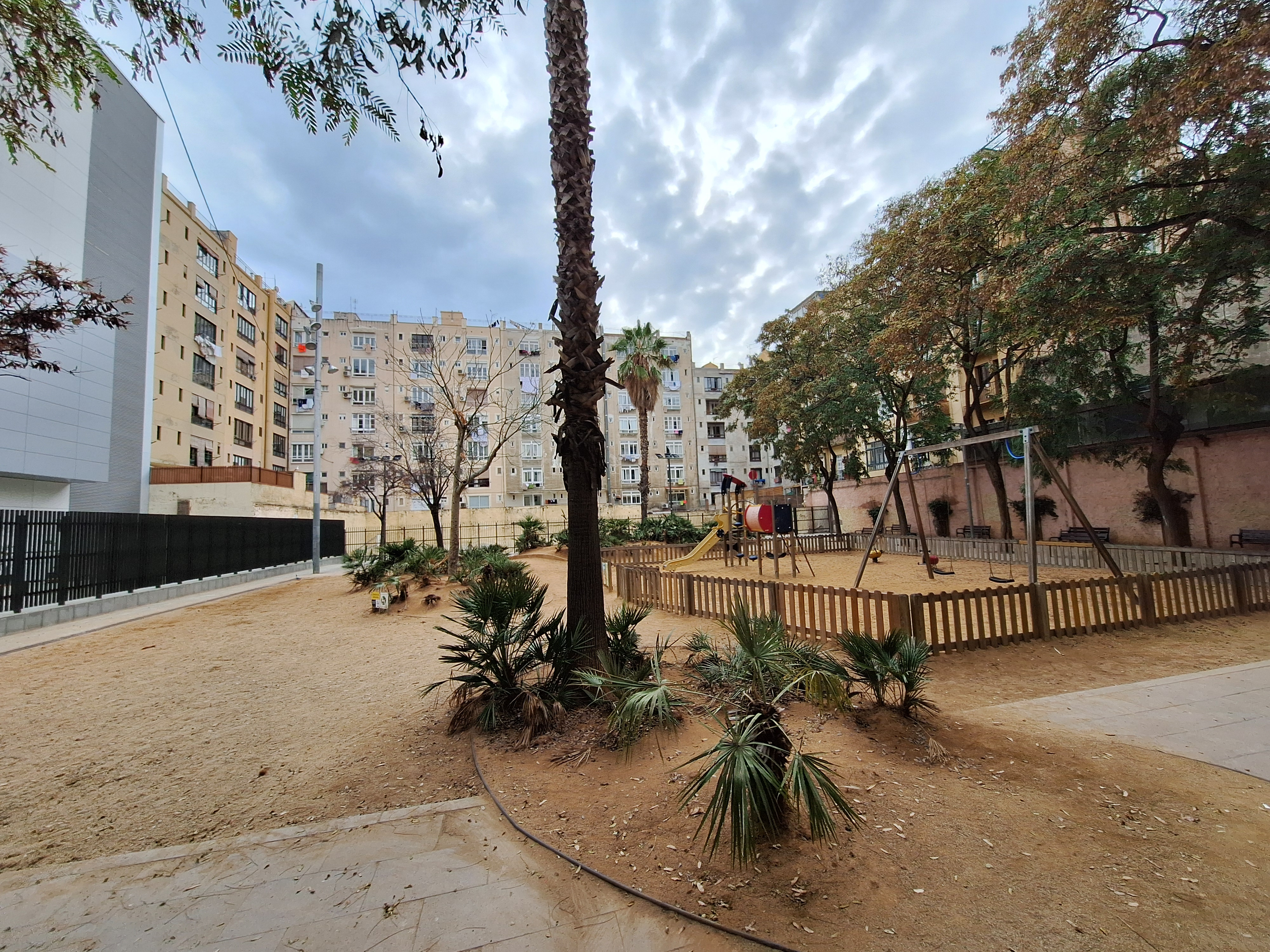
Jardins de Clotilde Cerdà